# Kurata Mao
Kurata Mao (倉多 まお 7 tháng 3 năm 1994 –) là một nữ diễn viên khiêu dâm người Nhật Bản.
Cô sinh ra tại tỉnh Akita và thuộc về công ti Newgate.

## Sự nghiệp
Tháng 8/2012, cô ra mắt ngành phim khiêu dâm từ hãng S1. Khi được hỏi về lí do vào ngành, cô đã trả lời rằng "Ngay cả khi tôi cố gắng nhớ lại, tôi không nhớ điều gì đã đưa tôi vào ngành".
Sở thích của cô là nhảy múa. Kĩ năng đặc biệt của cô là trượt băng nghệ thuật. Cô là thành viên nhóm Vanilla Girls của CS SKY PerfecTV! 958ch Vanilla Sky Channel.
22/5/2023, phim của cô "BAZOOKA khuyến mãi lớn phim hay với ngực lớn và gay cấn nhất bản giới hạn không cắt của mùa đông dành cho người hâm mộ dài 2749 phút" (BAZOOKA 冬の大感謝セール コスパ最強ノーカットベスト爆乳限定2749分) (BAZOOKA) đã xếp thứ nhất trên bảng xếp hạng sàn video FANZA hàng tuần.

## Đời tư
Mục tiêu của cô là "cống hiến hết mình và luôn tạo ra những tác phẩm hoàn hảo". Hình tượng nữ diễn viên lí tưởng của cô là "không thực sự tuyệt vời và nổi bật, nhưng sẽ làm mọi người hài lòng khi mua phim của mình" và là "một nữ diễn viên có chất lượng ổn định và vững vàng".
Nhà văn phim khiêu dâm Honsue Hisao đã miêu tả cô là "Cô ấy có thể tấn công từ từ tốt, và nếu bạn để cô ấy diễn vai người dâm đãng nhẹ nhàng thì thật tuyệt" và "Sự sảng khoái khi cô kích dục bằng tay có thể được cảm nhận qua màn hình".